# A Wreath in Time
A Wreath in Time è un cortometraggio muto del 1909 diretto da David W. Griffith. Prodotto e distribuito dalla American Mutoscope & Biograph, aveva come interpreti Mack Sennett e Florence Lawrence.

## Produzione
Il film fu prodotto dall'American Mutoscope & Biograph.

## Distribuzione
Il copyright del film, richiesto dalla American Mutoscope and Biograph Co., fu registrato l'8 febbraio 1909 con il numero H122692.
Distribuito dall'American Mutoscope & Biograph, il film - un cortometraggio di circa nove minuti - uscì nelle sale statunitensi l'8 febbraio 1909. Nelle proiezioni, veniva programmato con il sistema dello split reel, accorpato in un'unica bobina con un altro cortometraggio prodotto dalla Biograph e diretto da Griffith, il drammatico Edgar Allan Poe.